# Santuario di Maria Santissima di Valverde
Il santuario di Maria Santissima di Valverde si trova a Valverde (CT). La fondazione è tradizionalmente attribuita al brigante Dionisio, che si sarebbe convertito, divenendo poi eremita, in seguito a un'apparizione mariana.

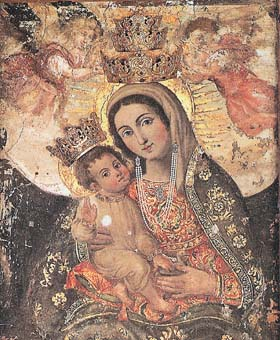
Icona sacra della Madonna

## Leggenda
Nell'ultimo periodo della dominazione araba in Sicilia, nel giugno del 1038, un viandante di nome Egidio, proveniente da Catania era diretto ad Aci. Passando per Vallis Viridis venne assalito da un brigante, di nome Dionisio. Una volta depredato il malcapitato, Dionisio stava per ucciderlo quando venne udita una voce: «Dionisio, deponi quell'arma... e cessa questa vita di brigantaggio». La voce viene tradizionalmente attribuita alla Madonna. Il brigante non solo si fermò, risparmiando la vita al povero malcapitato, ma addirittura si convertì.
La Vergine apparve altre tre volte a Dionisio.
Una prima volta chiese di organizzare un pellegrinaggio insieme ai sacerdoti ed ai fedeli di Aci, per indicare il luogo dove costruire il Santuario con i soldi che questi aveva preso con le ruberie. Qui si narra che fu uno stormo chiassoso di gru volteggiante ad indicare dove la Vergine desiderava fondare la sua chiesa.
Quindi una seconda volta indicò miracolosamente dove prendere l'acqua necessaria per la fabbrica.

### Prodigio del Pilastro
Con l'ultima apparizione sarebbe avvenuto il Prodigio del Pilastro, nell'agosto del 1040. Secondo la tradizione, mentre Dionisio era assorto in preghiera vide un raggio di intensa luce e una nube, sulla quale vi era la Madonna attorniata da angeli. Quando la visione scomparve, su di un pilastro rimase impressa l'immagine di Maria che oggi si venera. Tradizionalmente si racconta che la bellissima immagine sia divinitus formata o acheropita, ovvero non attribuibile a mano d'uomo.

## Avvenimenti importanti
Del brigante Dionisio non v'è certezza storica, si suppone fosse un ex soldato dell'esercito del generale bizantino Giorgio Maniace, rifugiatosi in quelle zone in seguito a un episodio di tradimento e dedicatosi al brigantaggio. La costruzione del santuario avrebbe avuto inizio nel 1038 e fine nel 1040. I conquistatori arabi, pur tollerando la religione cristiana, non acconsentivano generalmente alla diffusione del culto e quindi alla costruzione di nuove chiese. Per il Santuario però fu fatta un'eccezione dietro pagamento di una somma.
Nel 1296 venne consacrato il santuario alla presenza di Federico III di Aragonai.
Il 11 gennaio 1693 il terremoto del Val di Noto distrusse il santuario, ma rimase intatto il pilastro con l'immagine della Madonna. A un anno di distanza, il 5 aprile, gli agostiniani scalzi si insediarono tra i ruderi dell'antico plesso e ne presero possesso. Appena tre anni dopo, il 26 aprile 1697, l'allora arcivescovo di Catania Andrea Riggio concesse ai frati l'affidamento della parrocchia pleno jure.
Il 31 agosto 1970 avvenne, da parte di ignoti, il furto sacrilego della corona che decorava l'icona della Madonna di Valverde. Solo l'anno seguente, il 22 agosto, la figura riottenne l'elemento decorativo, rifatto per l'occasione.
Il 24 agosto 1990 venne inaugurato l'anno di grazia (Anno mariano) dal papa Giovanni Paolo II, a ricordo del 950º anniversario dell'apparizione della Madonna al brigante.

## Il santuario
La primitiva chiesa non fu costruita prima della seconda metà del XIII secolo.
L'ampliamento della chiesa sarebbe avvenuto nel XVI secolo. A causa del terremoto del Val di Noto (1693) il santuario fu parzialmente rovinato, specialmente il tetto e l'abside.
La ricostruzione del XVIII secolo aggiunse il porticato e sostanziali modifiche alla facciata.
All'esterno il portale in pietra bianca è sormontato dallo stemma dei principi Riggio. All'interno sono degni di nota gli altari della Madonna del Rosario, della Madonna del Carmine, della Sacra Famiglia, del SS.mo Crocifisso, di Sant'Agostino e di S. Nicola da Tolentino. Inoltre si trova il monumento sepolcrale di Luigi Riggio Branciforte e della moglie Caterina Gravina. L'altare che racchiude il pilastro con la bellissima immagine della Madonna di Valverde si trova in posizione decentrata rispetto all'altare maggiore è in stile barocco e in marmo policromo.

## Il culto

### Festa a Valverde
Avviene per tradizione l'ultima domenica del mese di agosto e si articola in tre giorni. Tra fuochi d'artificio e illuminazioni artistiche è un tripudio di folla.

### Altre feste
Il culto della Madonna di Valverde, oltre che a Enna (di cui fu la prima patrona), è diffuso in tutta la Sicilia; a Palermo le è dedicata una chiesa nella via omonima.

### Il culto della Madonna di Valverde a Enna
La tradizione colloca l'inizio della festività attorno alla nascita del cristianesimo ad Enna. Il promontorio dove si erge attualmente il santuario della Madonna di Valverde, ospitò fino al 300 d.C. uno dei templi dedicati a Cerere più importanti della Sicilia.
Per rimuovere il culto pagano, in quel periodo venne a Enna, a predicare il Vangelo, san Pancrazio; si dice che quello fosse un periodo di siccità tale da gettare gli ennesi nella disperazione.
I sacerdoti di Cerere esortavano il popolo al sacrificio di alcune vergini alla dea Cerere affinché mandasse in cambio la pioggia, un invito accolto dalla gente, ma evitato in tempo dall'intervento di san Pancrazio che, dove oggi sorge il santuario di Valverde, fermò il braccio sacrilego del sacerdote, evitando l'eccidio di giovani donne vestite di bianco. San Pancrazio, piegatosi in ginocchio, rivolse lo sguardo al cielo ed invocò la pioggia che miracolosamente cadde sui terreni aridi. La gente commossa si unì in preghiera al Santo e si votò alla Vergine Santissima, mentre i sacerdoti pagani vennero scacciati, e la statua della dea Cerere venne arsa. Gli ennesi elessero come Patrona la Vergine Santa, sotto il titolo di Valverde, fino al 1412, quando spostarono il patronato ad un altro titolo della Vergine, quello della Visitazione.
La festa si svolge l'ultima settimana d'agosto, per culminare nel giorno della festa, l'ultima domenica d'agosto. Nel pomeriggio avviene processione con il simulacro della Madonna di Valverde che, partendo alle 18 dal santuario, si reca al duomo attraversando le vie Valverde, Candrilli e Roma. Al duomo viene celebrata la messa al termine della quale riprenderà la processione che arriverà in piazza San Tommaso per poi ritornare a Valverde; a conclusione della processione tradizionali fuochi d'artificio e lo spettacolo musicale.